# Campeonato del Reino Unido de Ciclismo Contrarreloj
Los Campeonatos del Reino Unido de Ciclismo Contrarreloj se organizan anualmente desde el año 1997 para determinar el campeón ciclista del Reino Unido de cada año, en la modalidad. 
El título se otorga al vencedor de una única carrera, en la modalidad de contrarreloj individual. El vencedor obtiene el derecho a portar un maillot con los colores de la bandera del Reino Unido hasta el campeonato del año siguiente, solamente cuando disputa pruebas contrarreloj.

## Palmarés masculino

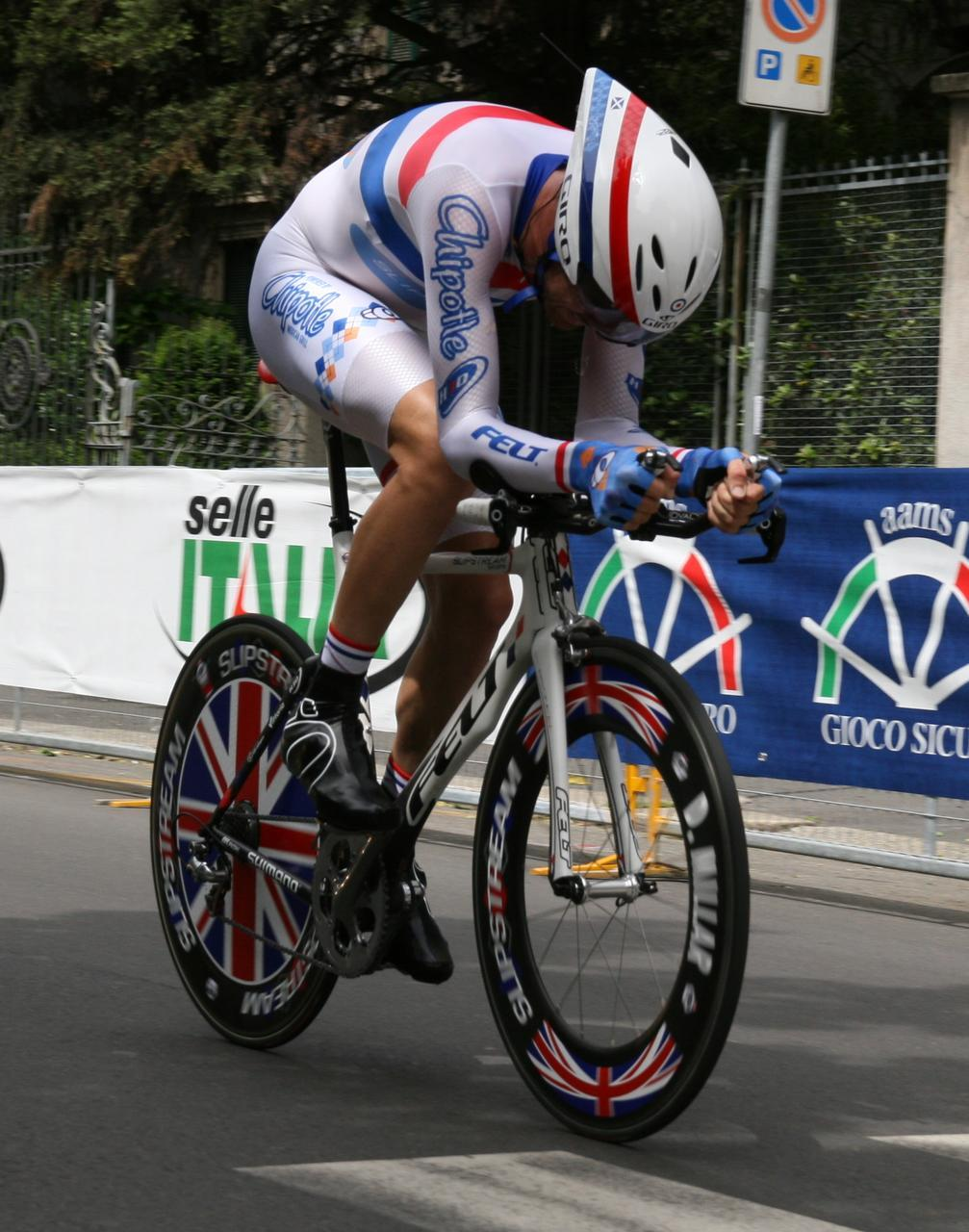
David Millar con el maillot de campeón de Reino Unido de Contrarreloj en el Giro de Italia 2008.

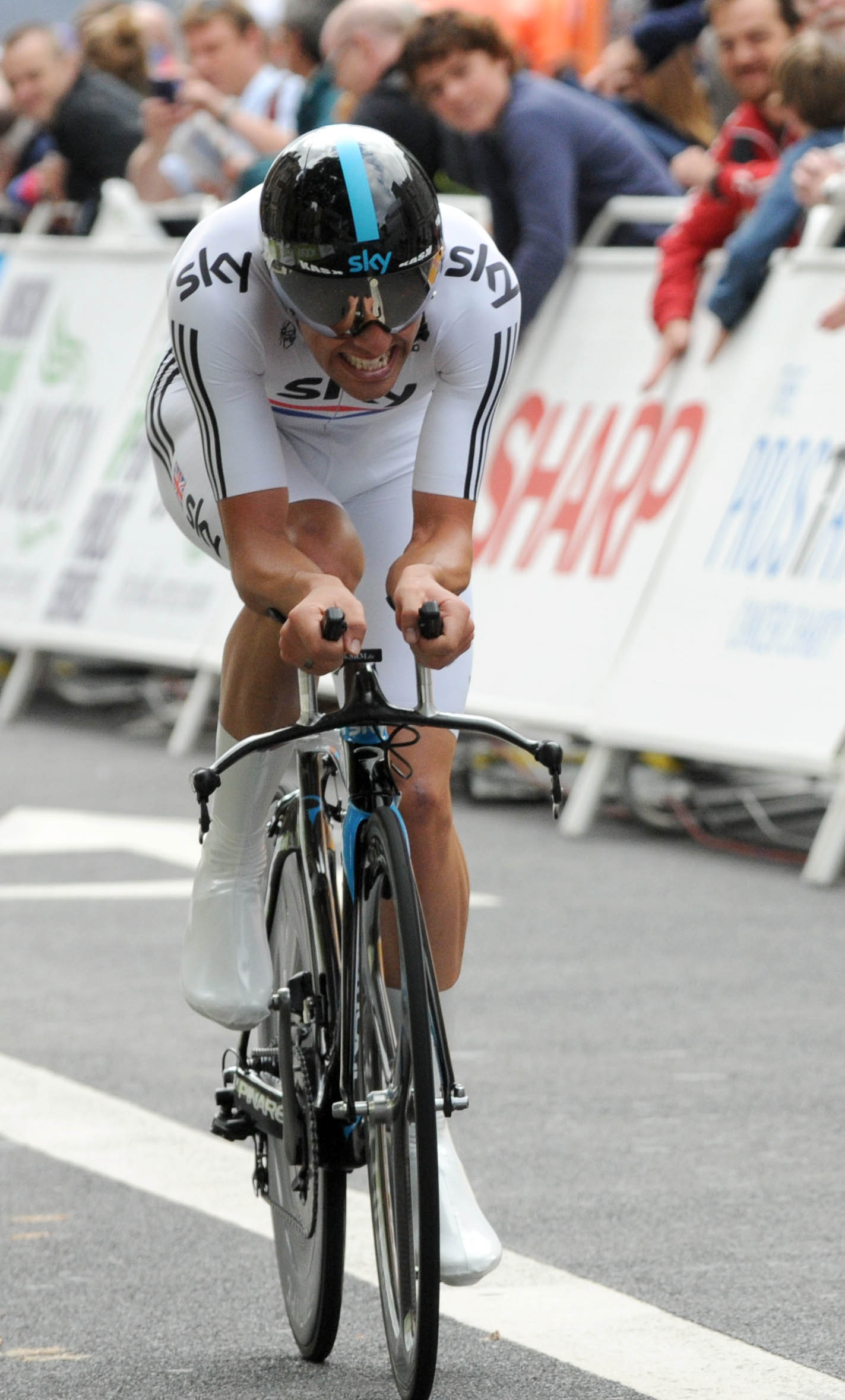
Alex Dowsett con el maillot de campeón de Reino Unido de Contrarreloj en la 8ª etapa de la Vuelta a Gran Bretaña.

| Año  | Ganador                                      | Segundo            | Tercero            |
| 1997 | Graeme Obree                                 | Stuart Dangerfield | Jonathan Clay      |
| 1998 | Stuart Dangerfield                           | David Millar       | Tim Buckle         |
| 1999 | Chris Newton                                 | David Millar       | Stuart Dangerfield |
| 2000 | Chris Newton                                 | Tim Buckle         | Matthew Bottril    |
| 2001 | Stuart Dangerfield                           | Michael Hutchinson | Julian Ramsbottom  |
| 2002 | Michael Hutchinson                           | Zak Carr           | Stuart Dangerfield |
| 2003 | Stuart Dangerfield                           | Julian Winn        | Kevin Dawson       |
| 2004 | Michael Hutchinson                           | Kevin Dawson       | Matthew Bottril    |
| 2005 | Stuart Dangerfield                           | Michael Hutchinson | Jonathan Dayus     |
| 2006 | Jason MacIntyre                              | Michael Hutchinson | Jonathan Dayus     |
| 2007 | David Millar                                 | Chris Newton       | Michael Hutchinson |
| 2008 | Michael Hutchinson                           | Wouter Sybrandy    | Matthew Bottril    |
| 2009 | Bradley Wiggins                              | Michael Hutchinson | Chris Newton       |
| 2010 | Bradley Wiggins                              | Christopher Froome | Geraint Thomas     |
| 2011 | Alex Dowsett                                 | Stephen Cummings   | Michael Hutchinson |
| 2012 | Alex Dowsett                                 | Douglas Dewey      | Matt Clinton       |
| 2013 | Alex Dowsett                                 | Matthew Bottrill   | Ben Swift          |
| 2014 | Bradley Wiggins                              | Geraint Thomas     | Alex Dowsett       |
| 2015 | Alex Dowsett                                 | Edmund Bradbury    | Ryan Perry         |
| 2016 | Alex Dowsett                                 | James Gullen       | Ryan Perry         |
| 2017 | Stephen Cummings                             | Alex Dowsett       | James Gullen       |
| 2018 | Geraint Thomas                               | Harry Tanfield     | Alex Dowsett       |
| 2019 | Alex Dowsett                                 | John Archibald     | Steve Cummings     |
| 2020 | Cancelada debido a la situacion del COVID-19 |                    |                    |
| 2021 | Ethan Hayter                                 | Daniel Bigham      | James Shaw         |
| 2022 | Ethan Hayter                                 | Daniel Bigham      | James Shaw         |
| 2023 | Joshua Tarling                               | Fred Wright        | Connor Swift       |
| 2024 | Joshua Tarling                               | Max Walker         | Ethan Vernon       |
| 2025 | Ethan Hayter                                 | Samuel Watson      | Oliver Knight      |

## Palmarés femenino
| Año  | Ganadora                                     | Segunda           | Tercera           |
| 1977 | Beryl Burton                                 |                   |                   |
| 1978 | Beryl Burton                                 |                   |                   |
| 1979 | Beryl Burton                                 |                   |                   |
| 1980 | Beryl Burton                                 |                   |                   |
| 1982 | Mandy Jones                                  |                   |                   |
| 1986 | Beryl Burton                                 |                   |                   |
| 2000 | Ceris Gilfillan                              | Sara Symington    | Yvonne McGregor   |
| 2001 | Yvonne McGregor                              | Natasha Maes      | Sally Ashbridge   |
| 2003 | Wendy Houvenaghel                            | Katrina Hair      | Vicky Pincombe    |
| 2005 | Julia Shaw                                   | Rachel Hedderman  | Brenda Pennell    |
| 2006 | Rebecca Romero                               | Wendy Houvenaghel | Julia Shaw        |
| 2007 | Wendy Houvenaghel                            | Caroline Kloiber  | Rebecca Romero    |
| 2008 | Sharon Laws                                  | Julia Shaw        | Jessica Allen     |
| 2009 | Emma Pooley                                  | Wendy Houvenaghel | Julia Shaw        |
| 2010 | Emma Pooley                                  | Julia Shaw        | Wendy Houvenaghel |
| 2012 | Wendy Houvenaghel                            | Julia Shaw        | Emma Trott        |
| 2013 | Joanna Rowsell                               | Elizabeth Deignan | Katie Colclough   |
| 2014 | Emma Pooley                                  | Katie Archibald   | Sarah Storey      |
| 2015 | Hayley Simmonds                              | Molly Weaver      | Sarah Storey      |
| 2016 | Hayley Simmonds                              | Claire Rose       | Sarah Storey      |
| 2017 | Claire Rose                                  | Hannah Barnes     | Katie Archibald   |
| 2018 | Hannah Barnes                                | Alice Wood        | Neah Evans        |
| 2019 | Alice Wood                                   | Hayley Simmonds   | Hannah Barnes     |
| 2020 | Cancelada debido a la situacion del COVID-19 |                   |                   |
| 2021 | Anna Henderson                               | Joscelin Lowden   | Leah Dixon        |
| 2022 | Joscelin Lowden                              | Leah Dixon        | Elizabeth Holden  |
| 2023 | Elizabeth Holden                             | Anna Morris       | Elinor Barker     |
| 2024 | Anna Henderson                               | Claire Steels     | Elinor Barker     |
| 2025 | Zoe Bäckstedt                                | Anna Henderson    | Pfeiffer Georgi   |

## Estadísticas

### Más victorias
| Ciclista           | Victorias | Años                                |
| ------------------ | --------- | ----------------------------------- |
| Alex Dowsett       | 6         | 2011, 2012, 2013, 2015, 2016 y 2019 |
| Stuart Dangerfield | 4         | 1998, 2001, 2003 y 2005             |
| Michael Hutchinson | 3         | 2002, 2004 y 2008                   |
| Bradley Wiggins    | 3         | 2009, 2010 y 2014                   |
| Ethan Hayter       | 3         | 2021, 2022 y 2025                   |
| Chris Newton       | 2         | 1999 y 2000                         |
| Joshua Tarling     | 2         | 2023 y 2024                         |

| Ciclista          | Victorias | Años                          |
| ----------------- | --------- | ----------------------------- |
| Beryl Burton      | 5         | 1977, 1978, 1979, 1980 y 1986 |
| Wendy Houvenaghel | 3         | 2003, 2007 y 2012             |
| Emma Pooley       | 3         | 2009, 2010 y 2014             |
| Hayley Simmonds   | 2         | 2015 y 2016                   |
| Anna Henderson    | 2         | 2021 y 2024                   |